# Joseph-Samuel Farinet
Joseph-Samuel Farinet (1845-1880) est un contrebandier et faux-monnayeur originaire de la Vallée d'Aoste.
Il est principalement connu dans le canton du Valais, où d'aucuns ont cherché à en faire un défenseur local de la liberté et une incarnation de la résistance à l'autorité, il est parfois appelé le « Robin des bois des Alpes » ou le « Robin des Bois suisse ».

## Biographie
Farinet est né en 1845 à Saint-Rhémy-en-Bosses, dans la haute vallée du Grand-Saint-Bernard, en Vallée d'Aoste. Son nom de famille est l'un des plus répandus encore de nos jours dans la haute et moyenne vallée du Grand-Saint-Bernard.[réf. nécessaire]
En 1869, il est condamné par contumace à 18 mois pour vols à Aoste. En 1871, après l'effondrement de la banque cantonale du Valais, il est arrêté à Martigny-Bourg et condamné pour fabrication de fausse monnaie à quatre ans de prison.
Après plusieurs évasions, pendant l'une desquelles il se cache et travaille dans une grotte au-dessus de Branson, où il a des complicités, la police valaisanne le traque alors qu'il cherche asile à Saillon. Défendu par son avocat commis d'office (et conseiller national) Victor de Chastonay, il est condamné plusieurs fois par contumace, la dernière le 17 juillet 1879. 
Le 17 avril 1880, on découvre son corps au bas des gorges de la Salentse (rivière qui descend de la montagne vers Leytron). Selon la rumeur, une balle des policiers l'aurait tué. En réalité, il est mort d'une fracture du crâne selon le document « levée du corps » exposé au musée de la Fausse Monnaie de Saillon. Une tombe existe au pied du clocher de l'église Sainte-Catherine. Mais cette tombe fut créée pour les besoins du film de 1939 : on ne sait pas où exactement repose le corps de Farinet qui ne fut pas enterré dans l'enclos sacré.

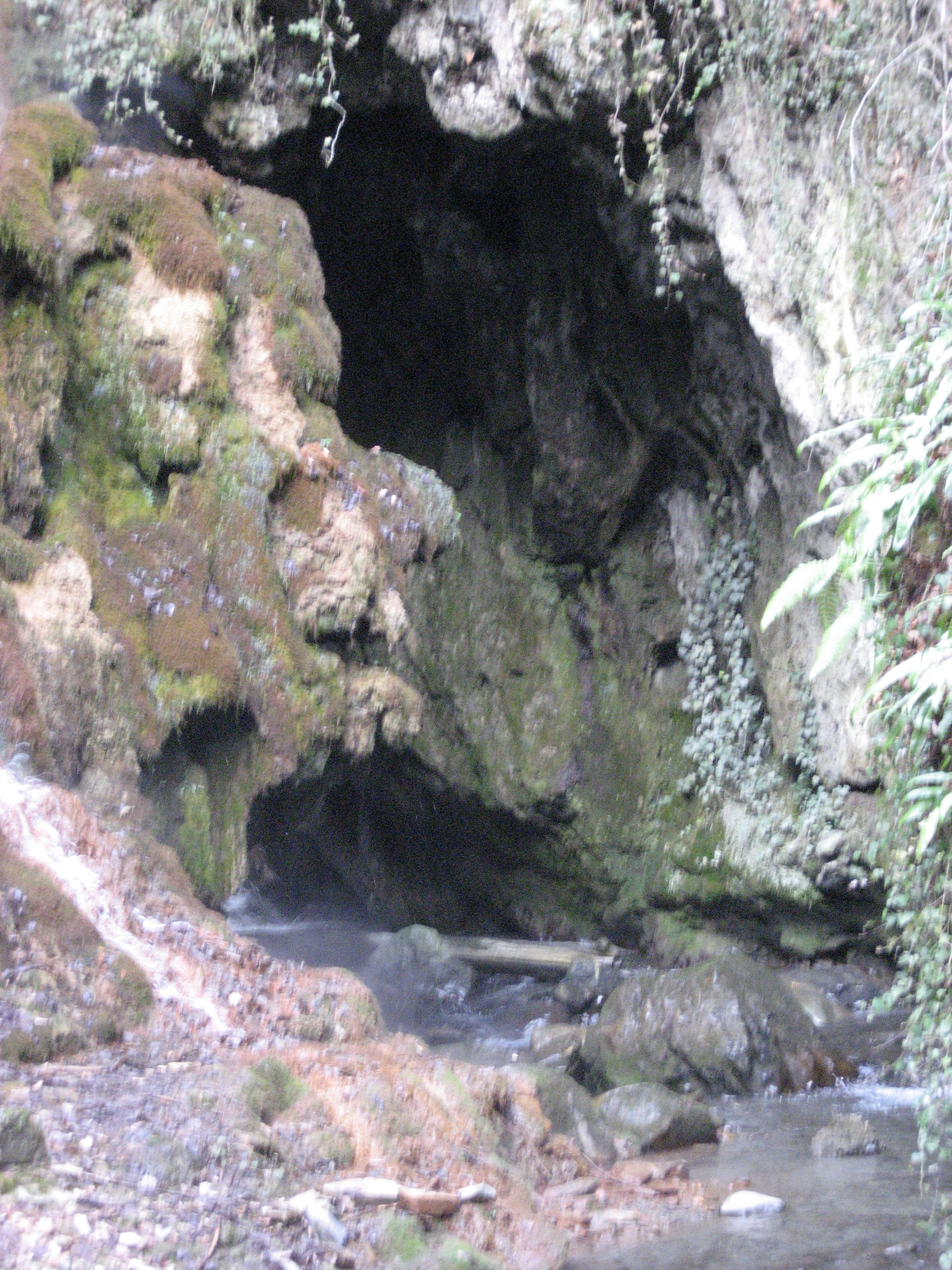
Les gorges de la Salentse, où Farinet a trouvé la mort.

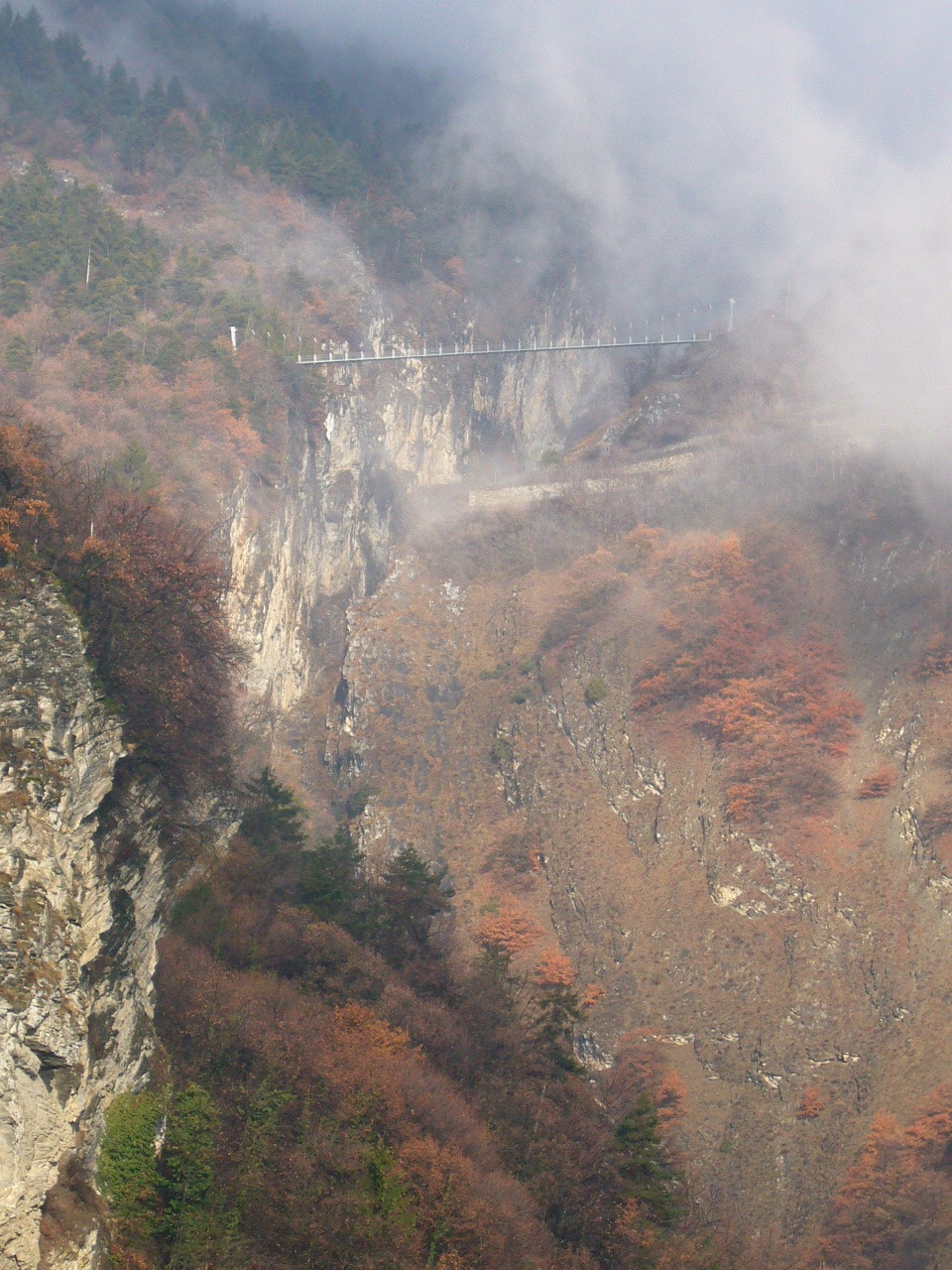
La passerelle à Farinet, inaugurée en septembre 2001.

## Fausse monnaie

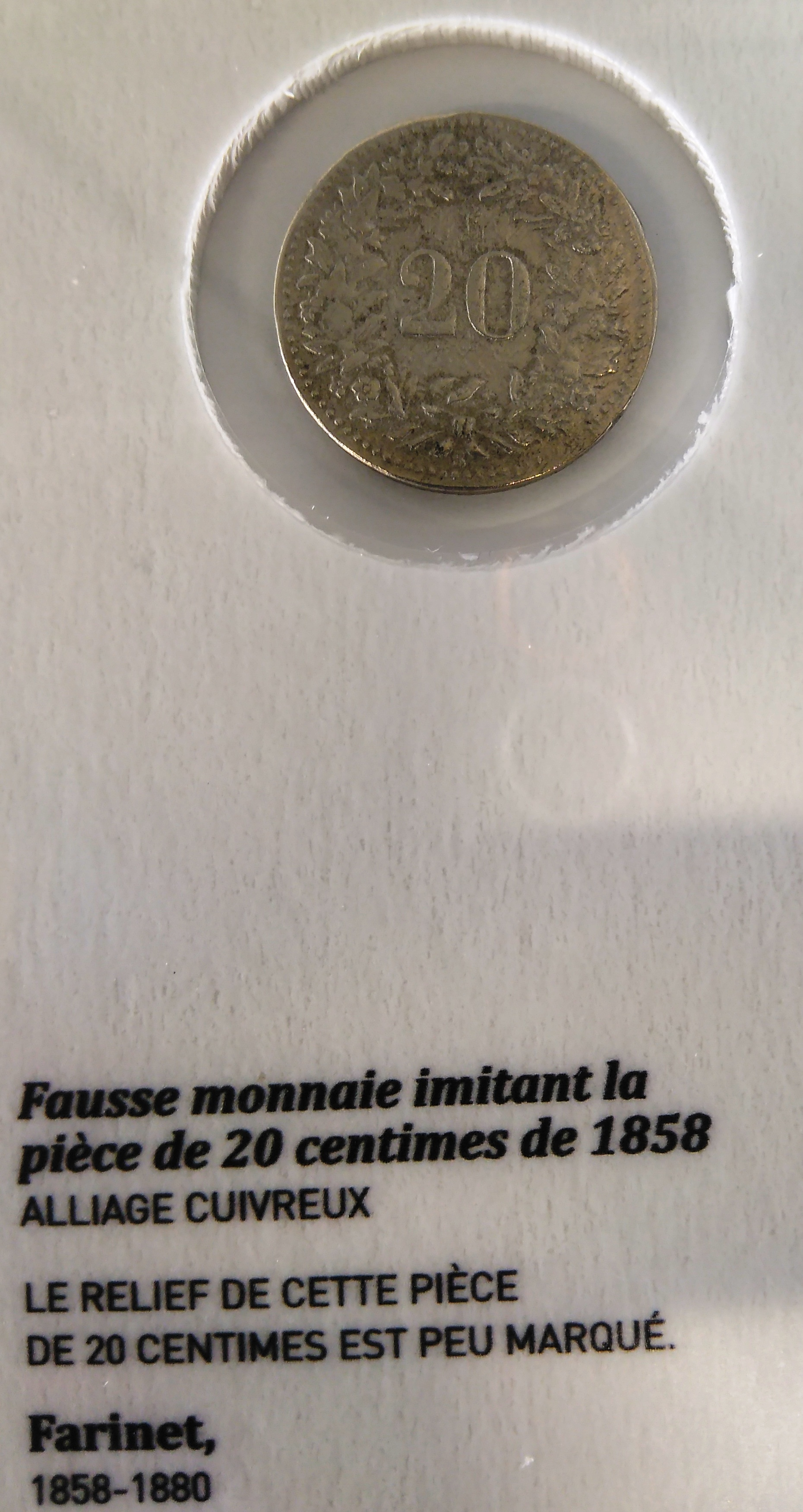
Fausse pièce de Farinet au Musée monétaire cantonal de Lausanne.

Contrairement à ce qui est rapporté dans le roman de Charles-Ferdinand Ramuz, il a exclusivement falsifié des pièces de vingt centimes suisses en billon.
L'alliage de ces pièces étant extrêmement dur, il était assez aisé d'en faire une empreinte dans de l'acier porté à blanc, et d'utiliser celle-ci pour produire des fausses pièces.
La valeur d'une pièce de 20 centimes de l'époque correspond environ à 1,85 franc de 2010.

## Littérature
Dans Farinet ou la Fausse Monnaie, roman de Charles Ferdinand Ramuz paru en 1932, Farinet est décrit non pas comme un faux-monnayeur, mais comme un « vrai-monnayeur », un précurseur de la banque libre. En effet, il dispose d'une mine d'or qui lui permet de fabriquer des pièces de meilleur aloi que les pièces officielles, ce qui fait qu'elles sont davantage recherchées par la population.
Dans À la recherche de Peter Pan, une suite de deux bandes dessinées réalisées par Cosey, l'auteur s'empare du personnage de Farinet et le met librement en scène dans les Alpes Valaisannes en tant que personnage secondaire.

## Cinéma
Le réalisateur suisse Max Haufler l'a porté au cinéma en 1939 dans Farinet ou l'Or dans la montagne. Le rôle de Farinet y est interprété par Jean-Louis Barrault.
Une autre version de la vie de Farinet existe dans un téléfilm intitulé Farinet, héros et hors la loi tourné en 1995 par Yvan Butler d'après le roman de C.-F. Ramuz avec Stéphane Freiss dans le rôle principal.